# TKN (canción)
«TKN» (abreviatura fonética de «Tekken», un videojuego de lucha japonés de 1994) es una canción interpretada por la cantautora española Rosalía y el rapero y cantante estadounidense Travis Scott. Producida por Rosalía, El Guincho, Sky Rompiendo el Bajo, Tainy y Teo Halm, la canción fue lanzada el 28 de mayo de 2020, a través de Epic y Columbia Records. Esta es la segunda colaboración entre los artistas, la primera es un remix de «Highest in the Room» de Scott. La canción alcanzó el número uno en España y Colombia, así como los diez primeros en Panamá, Costa Rica, Portugal, Suiza, Bélgica, República Checa, Argentina y Nueva Zelanda. Su video musical, dirigido por Canadá, fue galardonado con un Grammy Latino al Mejor Video Musical Corto y un Premio Lo Nuestro al Video del Año, entre otros.

## Antecedentes
En marzo de 2020, durante el encierro internacional provocado por la pandemia COVID-19, Rosalía apareció en varias estaciones de radio y programas de televisión para promocionar su nuevo trabajo, un sencillo promocional titulado «Dolerme»; le dijo a El Hormiguero que había lanzado esa pista en sustitución de una "pista muy agresiva que presentaba a un artista estadounidense que estaba destinado a ser lanzado ese mes pero que no encajaba con toda la situación". En abril, Rosalía le dijo a Zane Lowe en Beats 1 que el colaborador era Travis Scott, a quien conoció personalmente a través de Kylie Jenner en el verano de 2019 y luego actuó en su Astroworld Festival en Houston en noviembre. Dijo que "esta canción es tan agresiva, tiene una energía que creo que es tan específica para un momento determinado. Realmente está destinado a jugarse en un club".
El 22 de mayo, Rosalía compartió un clip de 30 segundos en sus historias de Instagram de ella en Miami escuchando la canción en su teléfono. El clip mostraba a Scott rapeando en español por primera vez en su carrera. Tres días después, anunció oficialmente el nombre de la pista, así como su respectiva portada. El 27 de mayo, Rosalía cambió la imagen de su playlist de Spotify hecha por ella misma 'La Rosalía' por una que fue tomada durante el rodaje del video musical. Más tarde, compartió una vista previa de la canción y el video musical en las redes sociales.

## Composición y letras
«TKN» fue escrita por primera vez por Rosalía en un estudio casero en Hollywood Hills en enero de 2019 como un proyecto en solitario. Sin embargo, la pista se volvió a grabar en los Conway Recording Studios en Los Ángeles en febrero y se convirtió en un dúo. La pista tiene una duración de dos minutos y nueve segundos, una de las canciones más cortas del repertorio de ambos artistas. El tema fue escrito por DJ Nelson, Pablo Díaz-Reixa y los propios intérpretes y producido principalmente por Rosalía y El Guincho, con la ayuda de Sky Rompiendo el Bajo, Tainy y Teo Halm.
La pista es una canción conceptual centrada en una familia de gánsteres formada por los dos intérpretes, Rosalía y Travis Scott. La canción ve a Scott siendo asesinado en una guerra de pandillas entre redes de narcotráfico, mientras que Rosalía se convierte en viuda que todavía se viste de negro para expresar su luto. De acuerdo con XXL ' Trent Fitzgerald 'La banda podría ser o bien italiano o brasileño, debido a los innumerables referencias de Sicilia, de 'capo' a 'omertá' y para el uso de la palabra 'Brazuca', que las referencias a alguien originario de Brasil'. Rosalía canta sobre cómo ya no puede confiar en nadie, mientras que la letra de Scott contiene "una conversación con y sobre la mujer de su vida, su esposa, y cómo ella no tuvo nada que ver con este negocio, que él asume toda la responsabilidad". Rosalía, madre y esposa, habla constantemente de no romper la 'omertá', la ley siciliana del silencio, que prohíbe hablar de cualquier acto delictivo o delito. La pista también hace referencia al director de cine argentino Gaspar Noé, cuyas películas generalmente tratan sobre drogas, pandillas, crimen y sectas; y una mujer vestida de negro llamada "Kika" que hace referencia al papel interpretado por Verónica Forqué en la película de 1993 de Pedro Almodóvar "Kika".
El día del lanzamiento, Rosalía le dijo a "Baila Reggaeton" de Spotify que se inspiró en los "escuadrones" y "clanes" que tienen algunos artistas. Afirmó que la canción está basada en el reguetón más puro y clásico. La producción tardó mucho en desarrollarse y perfeccionarse, casi un año.

## Recepción de la crítica
Sheldon Pearce escribió para Pitchfork: "En TKN cantan al unísono, se encuentran en terreno neutral y rechazan a todos los intrusos potenciales. Es un intercambio intercultural vibrante que demuestra que confiar en nuevos amigos puede ser constructivo". Justin Curto, de Vulture, afirmó que: "El mundo está cambiando a nuestro alrededor, pero algunas cosas permanecen constantes, entre ellas la capacidad de Rosalía para lanzar un total banger de club cada pocos meses". El portal musical Vinilo Negro escribió: "TKN trae de vuelta a la mejor Rosalía en solo 2 minutos, con un Travis Scott impecable".

## Desempeño comercial
«TKN» debutó en la octava posición en la lista global de Spotify con 3.4 millones de reproducciones en más de un día, lo que marca la segunda vez que Rosalía ingresa a la lista. La pista se convirtió en uno de los diez primeros éxitos de iTunes en España y América Latina, mientras que el video musical se convirtió en el más de moda en muchos países europeos y estadounidenses, incluido Estados Unidos. Durante más de dos semanas consecutivas, la pista recibió un promedio de dos millones de transmisiones diarias en Spotify. Con este lanzamiento, Rosalía pasó de diez millones de oyentes mensuales en la plataforma a más de 21 millones, llegando nuevamente a 20 millones desde septiembre de 2019, convirtiéndose por primera vez en una de las 100 cantantes más escuchadas en la plataforma de streaming.[cita requerida]
La canción alcanzó su punto máximo en el Billboard Hot 100 en el número 66, convirtiéndose en su primera entrada en las listas y la primera vez que lo hace una solista española desde Rocío Jurado en 1985. También alcanzó la segunda posición en la lista de Hot Latin Song de EE. UU. «TKN» se convirtió en un top 10 en Suiza, Nueva Zelanda y Portugal, mientras que alcanzó la primera posición en España, marcando el sexto sencillo número uno de Rosalía en su país de origen y el primero de Scott allí. El 27 de junio, la pista alcanzó los 100 millones de transmisiones combinadas, combinando YouTube y Spotify. Más tarde, el 18 de julio, la pista alcanzó los 100 millones de reproducciones exclusivamente en Spotify.[cita requerida]
A fines de junio, la canción se hizo muy popular en TikTok gracias a una serie de videos de baile publicados por personalidades de los medios Charli D'Amelio y Maddie Ziegler, entre otros. La coreografía viral, marcada por movimientos de cintura y caderas, fue creada por Retroconverse. A partir de la publicación de D'Amelio el 27 de junio, el audio se convirtió en tendencia en la aplicación. El audio pasó de 40.000 usos a 500.000 en una sola semana. Las transmisiones de Spotify en este período de tiempo pasaron de 1,5 millones de transmisiones diarias a más de 2 millones. Esta tendencia ayudó a que la pista alcanzara los primeros lugares en las listas de iTunes en Portugal y República Checa a pesar de haber sido lanzada durante más de un mes. El audio alcanzó un millón de usos en TikTok el 12 de julio.
A pesar de haber sido lanzado cuatro meses antes, «TKN» logró entrar en la nueva lista Billboard Global 200 y Global Excl. EE. UU., que se lanzaron en septiembre de 2020.

## Video musical
El video musical de «TKN» fue filmado en Los Ángeles entre el 15 y el 17 de febrero de 2020. Según reveló a la emisora barcelonesa RAC 1, el vídeo fue producido por la productora catalana CANADA, que también participó en la producción del documental de tres episodios Billboard x Honda de Rosalía y en algunas de sus primeras canciones como «Malamente» y «Pienso en tu Mirá». Durante su entrevista con Zane Lowe en Beats 1 en abril, Rosalía confirmó que el video musical ya estaba terminado. Se estrenó en YouTube el 28 de mayo y obtuvo una victoria por Mejor video musical de formato corto en los Premios Grammy Latinos 2020. También ganó el Premio Lo Nuestro al Video del Año y fue nominado para un Premio de Música Los40 al Mejor Video Latino.

### Sinopsis
Dirigida por Nicolás Méndez y producida por CANADÁ junto con The Directors Bureau, muestra a Rosalía con más de treinta niños corriendo por North Hollywood, Pomona y dentro de una casa en el sur de Los Ángeles con atuendos diseñados por Alexander Wang. Estos niños retratan a los hijos e hijas de Rosalía y Travis Scott, quienes murieron en un tiroteo y cuyo cuerpo fue descubierto por la policía poco tiempo después. Rosalía interpreta a una viuda y una madre soltera. Las pinturas en las paredes de la casa reflejan la historia. Muestran personas con armas de fuego en la mano, tres personas con antorchas encendidas y un pájaro muerto, entre otros. Una paloma blanca muerta también aparece en el video. Cae al suelo y atrae a los niños, que lo golpean con un palo El video musical termina con Rosalía abrazando a uno de los niños. La niña de Mariah Tavares está detenida. La coreografía del video fue diseñada por Charm La'Donna.

## Remix
El 26 de junio de 2020, la artista venezolana Arca tocó un DJ especial en BBC Radio 1 Dance para celebrar el lanzamiento de su cuarto álbum de estudio <i id="mwuw">KiCk</i> i. La artista tocó varios temas de ella además de «KLK», su colaboración con Rosalía y remezcló el tema español «TKN», que fue moderadamente bien recibido por el público. El remix de «TKN» incluye voces distorsionadas, sonidos de naves espaciales y efectos de ruido de tráfico, entre otros.

## Personal
Créditos adaptados de Tidal.
- Grabación y producción

- Rosalía Vila - voz, composición, producción, arreglos
- Travis Scott - voz, composición, producción
- Pablo Díaz-Reixa - producción, composición, arreglos, ingeniería de grabación
- Alejandro Ramírez - compositor, producción
- DJ Nelson - compositor
- Marco Masís - compositor, producción
- Teo Halm - producción
- José David Acedo Morales - arreglo
- Robin Florent - asistente de ingeniería
- Jeremie Inhaber - asistente de ingeniería
- Scott Desmarais - asistente de ingeniería
- Sean Solymar - asistente de ingeniería
- Michelle Mancini - maestría en ingeniería
- Mike Dean - ingeniería de mezcla
- Chris Galland - ingeniería de mezcla
- Manny Marroquin - ingeniería de mezcla
- David Rodríguez - ingeniería de grabación

## Posicionamiento en listas

### Semanales
| Listas (2020)                               | Mejor posición |
| ------------------------------------------- | -------------- |
| Argentina (Argentina Hot 100)               | 7              |
| Austria (Ö3 Austria Top 40)                 | 31             |
| Bélgica (Flandes) (Ultratip Bubbling Under) | 3              |
| Bélgica (Valonia) (Ultratip Bubbling Under) | 12             |
| Canadá (Canadian Hot 100)                   | 57             |
| Colombia (National-Report)                  | 1              |
| Costa Rica (National-Report)                | 14             |
| República Checa (Singles Digitál Top 100)   | 8              |
| El Salvador (Monitor Latino)                | 3              |
| Francia (SNEP)                              | 52             |
| Alemania (Offizielle Deutsche Charts)       | 43             |
| Global 200 (Billboard)                      | 126            |
| Global Excl. US (Billboard)                 | 89             |
| Grecia (IFPI Greece)                        | 2              |
| Hungría (Single Top 40)                     | 38             |
| Hungría (Stream Top 40)                     | 35             |
| Irlanda (IRMA)                              | 43             |
| Italia (FIMI)                               | 16             |
| México (Mexico Airplay)                     | 17             |
| México (Mexico Pop Español Airplay)         | 9              |
| Países Bajos (Mega Single Top 100)          | 20             |
| Nueva Zelanda Hot Singles (RMNZ)            | 8              |
| Panamá (Monitor Latino)                     | 3              |
| Portugal (AFP)                              | 2              |
| Puerto Rico (National-Report)               | 12             |
| Rumania (Airplay 100)                       | 98             |
| Eslovaquia (Singles Digitál Top 100)        | 34             |
| España (PROMUSICAE)                         | 1              |
| España (Digital Song Sales)                 | 10             |
| Suecia (Sverigetopplistan)                  | 86             |
| Suiza (Schweizer Hitparade)                 | 6              |
| Reino Unido (UK Singles Chart)              | 41             |
| Estados Unidos (Billboard Hot 100)          | 66             |
| Estados Unidos (Hot Latin Songs)            | 2              |
| Estados Unidos Latin Airplay (Billboard)    | 25             |

### Anuales
| Lista (2020)                               | Posición |
| ------------------------------------------ | -------- |
| Suiza (Schweizer Hitparade)                | 67       |
| Estados Unidos Hot Latin Songs (Billboard) | 31       |

## Historial de lanzamiento
| País   | Fecha              | Formato                    | Sello discográfico |
| ------ | ------------------ | -------------------------- | ------------------ |
| Varios | 28 de mayo de 2020 | Descarga digital streaming | Epic Columbia      |